# Nika Turković
Nika Turkivic (n. 17 iunie 1995 la Zagreb) este o cântăreață din Croația care a reprezentat țara la Eurovision Junior 2004 și a ieșit pe locul 3 , câștigând anuala Europredicție cu 126 puncte.